# Socotra (archipel)

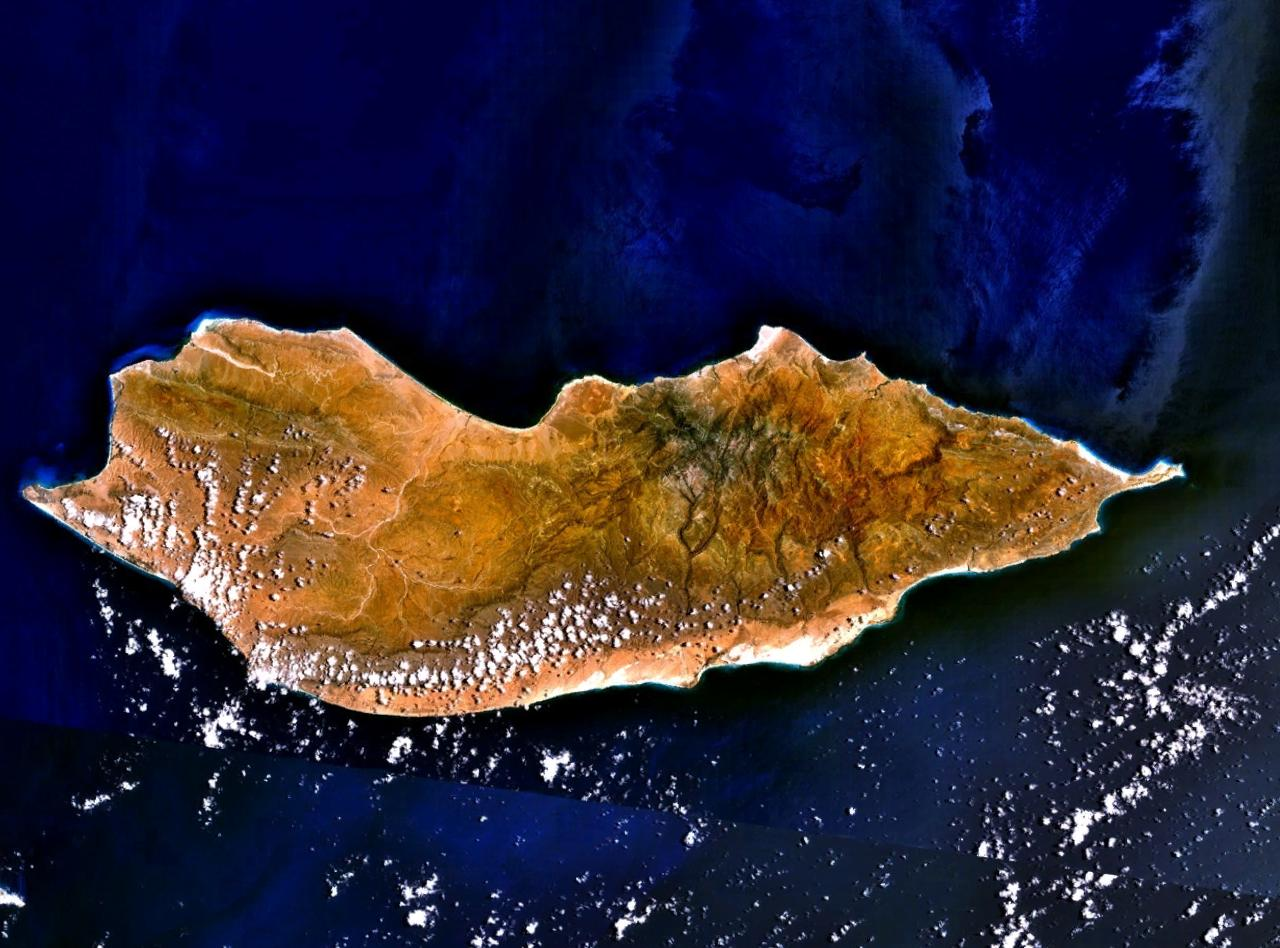
Satellietfoto Socotra

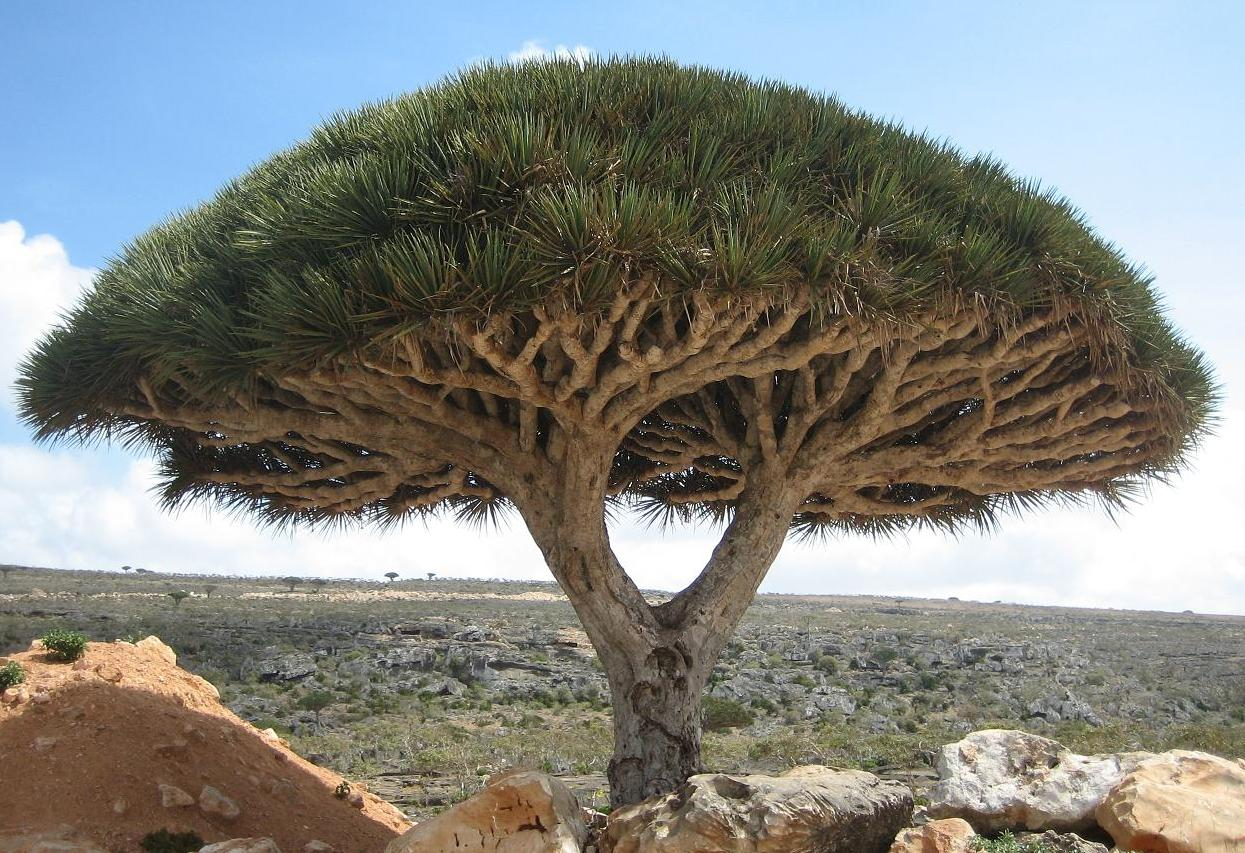
Drakenboom op Socotra

Socotra of Soqotra (Arabisch سقطرة Suquṭrah) is een kleine archipel in de Indische Oceaan. De archipel bevindt zich nabij de Hoorn van Afrika, ongeveer 350 km ten zuiden van Jemen, tot welk land de archipel bestuurlijk behoort. Geografisch maakt het deel uit van Afrika. In 2013 werd de archipel van Socotra een apart gouvernement.
De gehele archipel werd in 2008 door UNESCO tot werelderfgoed verklaard.

## Geografie, geologie en klimaat
De archipel bestaat uit een enkel groot eiland Socotra (3625 km² ), de kleinere eilanden Abd al-Kuri, Samha en Darsa (de laatste twee staan ook bekend als "de broers") en de kleinere onbewoonbare rotseilanden Kal Farun en Sabunya.
De archipel heeft een tropisch woestijnklimaat en steppeklimaat (Klimaatclassificatie van Köppen: BWh en BSh), met matige neerslag die groter is in de bergen.
Socotra bestaat uit drie geografische gebieden: de kustvlakten, een kalksteenplateau met karstverschijnselen zoals grotten, en de Haghier-bergen.
Socotra is een van de meest geïsoleerde gebieden op aarde die van continentale oorsprong zijn (en dus niet van vulkanische oorsprong zoals Hawaï of Tristan da Cunha).
Men neemt aan dat het eiland is losgeraakt van Afrika in het midden-Plioceen (ca. 6 miljoen jaar geleden). Tijdens dezelfde plaattektonische gebeurtenissen is de Golf van Aden ontstaan.
Het eiland is onderhevig aan moessonregens: van juni tot september is het eiland nagenoeg onbereikbaar met de boot door de stormachtige zee ten gevolge van de sterke moessonwinden.
In 1999 werd een luchthaven geopend om gedurende het gehele jaar toegang tot het eiland te verlenen.

## Flora en fauna
Door de lange geografische isolatie is op het eiland een unieke endemische fauna en flora. Onderzoek heeft aangetoond dat meer dan een derde van de ongeveer 800 voorkomende soorten nergens anders ter wereld kunnen gevonden worden.
Botanici zijn van mening dat de flora van Socotra tot de tien meest bedreigde eilandflora ter wereld behoort.
Een erg opvallende plant op, en tevens het symbool van Socotra, is de drakenboom (Dracaena cinnabari), een grote parasolachtige boom. De naam verwijst naar het rode sap, waarvan vroeger gedacht werd dat het drakenbloed was. Een andere endemische soort is een plant uit hetzelfde geslacht als de granaatappel, Punica protopunica. Uniek en endemisch is ook de Dendrosicyos socotranus (komkommerboom), de enige boom die tot de Cucurbitaceae (komkommerplantachtigen) behoort.
Zoals bij zoveel geïsoleerde eilanden zijn de enige zoogdieren die er voorkomen vleermuizen. Het mariene leven is echter erg divers: er komt een groot aantal unieke soorten voor die hun oorsprong vinden in de Indische Oceaan, de Rode Zee, Oost-Afrika en de Zuidoost-Aziatische zeeën.

## Geschiedenis
De naam Socotra is waarschijnlijk afgeleid van het Sanskriet dvipa sukhadhara, wat "gelukzalig eiland" betekent. De archipel werd op een Griekse navigatiekaart in de eerste eeuw genoemd als Dioskouridou. Volgens overleveringen werden de eilandbewoners in het jaar 52 tot het christendom bekeerd. Een Arabische 10e-eeuwse geograaf stelde vast dat in zijn tijd de meeste bewoners christen waren. Marco Polo (1254-ca.1324) meldt in zijn reisverslagen dat de inwoners van Socotra christenen zijn, met een aartsbisschop in Bagdad, die "niets te maken heeft met de paus in Rome". Ze behoorden dus tot de Assyrische Kerk van het Oosten oftewel Oost-Syrische Kerk.
In 1507 werd Socotra veroverd door de Portugezen, nadat de ontdekkingsreiziger Tristão da Cunha er voet aan wal had gezet. In 1511 verloor Portugal het eiland aan het Mahra-sultanaat. In de 17e eeuw vond er een grootscheepse islamisering van de bevolking plaats.
Een expeditie van de Britse Oost-Indische Compagnie onder leiding van officier James Raymond Wellsted bezette het eiland in 1834. Een halve eeuw later, in 1886 werd Socotra een Brits protectoraat. De geostrategische ligging van het eiland maakte het tot een belangrijke tussenstop en doorvoerhaven voor Groot-Brittannië.
In 1967 raakte het Verenigd Koninkrijk de zeggenschap over Socotra geheel kwijt door de onafhankelijkheid van Zuid-Jemen (thans Jemen), waar het eiland onderdeel van werd.

## Bevolking
Er wonen enkele honderden mensen op de eilanden Abd Al Kuri en Samha; Darsa daarentegen is niet bewoond.
De meeste mensen (ruim 50.000) wonen op het hoofdeiland Socotra, waar ook de hoofdstad Hadiboh met ca. 8.500 inwoners op ligt.
De bewoners van Socotra fokken voornamelijk koeien en geiten en doen aan visserij en dadelpalmcultuur.
De taal, het Soqotri, wordt enkel op Socotra gesproken.
De meeste inwoners hebben geen elektriciteit of stromend water. Van west naar oost loopt één goede asfaltweg (met viaducten over de talrijke wadi's) van het ca. 3.500 inwoners tellende vissersdorp Qalansyah via de luchthaven en dan om Hadiboh heen naar een kleine haven ten oosten van de hoofdstad. Verder zijn er nagenoeg geen verharde wegen. Op het einde van de jaren negentig hebben de Verenigde Naties een programma opgesteld om het eiland nader te bestuderen.
Een mogelijke bron van inkomsten in de toekomst is het ecotoerisme. Het eiland Socotra heeft diverse fraaie zandstranden.